# Mikko Ronkainen
Mikko Tapani Ronkainen (Muurame, 25 de noviembre de 1978) es un deportista finlandés que compitió en esquí acrobático, especialista en las pruebas de baches.
Participó en tres Juegos Olímpicos de Invierno, entre los años 2002 y 2010, obteniendo una medalla de plata en Turín 2006, en la prueba de baches.
Ganó dos medallas de oro en el Campeonato Mundial de Esquí Acrobático, en los años 2001 y 2003.

## Medallero internacional
| Juegos Olímpicos   | Juegos Olímpicos             | Juegos Olímpicos | Juegos Olímpicos |
| Año                | Lugar                        | Medalla          | Competición      |
| ------------------ | ---------------------------- | ---------------- | ---------------- |
| 2006               | Turín (Italia)               | Medalla de plata | Baches           |
| Campeonato Mundial |                              |                  |                  |
| Año                | Lugar                        | Medalla          | Competición      |
| 2001               | Whistler (Canadá)            | Medalla de oro   | Baches           |
| 2003               | Deer Valley (Estados Unidos) | Medalla de oro   | Baches           |